# Васко Стоилков
Васко Стоилков е български политик, кмет на Община Сливница в четири поредни мандата, печелейки местните избори за градоначалник през 2011, 2015, 2019 и 2023 година.

## Кратка биография
Роден е на 9 март 1971 година в град Сливница. Израства и завършва своето образование в родния си град. Завършва висше образование в УНСС с профил икономика на туризма, а през 2015 година и второ висше образование в Стопанската академия в Свищов.
Преди да започне да се занимава активно с политика, Стоилков успешно развива бизнес. През 2011 година започва политическа кариера, като на местните избори е издигнат от партия ГЕРБ, печелейки на балотажа и става кмет на общината. Следват още три спечелени вота, което е безпрецедентно за Сливница.
В своя първи мандат Стоилков развива дейност за построяването на Зала „Арена Сливница“ – покрита многофункционална зала, Общинско предприятие, преасфалтирането на общински пътища, спечелването на много проекти, финансирани по европрограми, включително няколко екопътеки, АТВ писта и атракцион край село Алдомировци, велоалеи и много други.
Благодарение на Стоилков в Сливница временно се пренася шампиона на България по волейбол при мъжете Марек Юнион Ивкони. Отбора играе своите мачове в Зала „Арена Сливница“, като тима става Шампион на България и носител на Купата на страната.
Под негово ръководство общината успява да придобие собствеността върху бившите поделения в града, които от 2015 година са обявени за икономическа зона, а по-късно на територията им има изградена фабрика за производство на хартиени опаковки, чаши и торби АЛФА ПАК, за ремонт и рециклиране на военна техника, Общинско комунално предприятие, печатница за рекламни материали PackEast, фабрика за интериорни врати, филиал на Медицински център "Д-р Щерев", Резиденция за възрастни хора "Свети Симеон", военно-ремонтно предприятие, транспортни работилници и склад за строителни материали. В спорта врати отварят тенискорт, игрища за минифутбол с изкуствена настилка, част от стадион „Сливнишки герой“, "Плувен комплекс Сливница", с открит и закрит басейн, два фитнеса на открито, игрище за Стрийт баскетбол и др. Ремонтиран изцяло и обновен е градският парк, построени са два фонтана, като особено впечатляващ е „сухият“ фонтан в центъра на града, който освен своята интересна визия е и светещ, като за кратко се превърна в любимо място за почивка на жителите на общината,  и един в градският парк. Построен е Коледен базар и ледена пързалка (затваря врати през 2020 г.), разположени в градския парк. Стартиран е мащабен проект за построяване на голям търговски център на мястото на доскорошният градски пазар, който включва 18 магазина, супермаркет, ресторант и алея за разходки (предстои откриване към декември 2023 г).
Под патронажа на Васко Стоилков град Сливница става домакин на Европейския фестивал на пътуващия театър, провеждан традиционно и ежегодно през месец октомври , както и "Фестивала на сиренето", превърнал се за 10 години от регионално в национално събитие, привличащо най-добрите производители в този бранш от България.

## Дело срещу Корнелия Нинова
На 10 април 2019 година, на нарочна пресконференция, Стоилков обявява пред медиите, че е осъдил лидера на БСП г-жа Корнелия Нинова, за „Обидни квалификации, клевети и лъжи по време на местните избори през 2015 г.“.

## Кмет на годината-мандат
Васко Стоилков е отличен като „Кмет на годината" за мандата на три пъти, в раздел „Малка община“. Наградите „Кмет на годината“ са инициатива на платформата kmeta.bg. През 2019 г. отличието на Стоилков му бе връчено от министъра на регионалното развитие и благоустройство Петя Аврамова, на официална церемония в зала 6 на НДК. .

## Местни избори 2023
На 29 октомври 2023 година Стоилков печели за четвърти пореден път изборите за кмет на Община Сливница, като на първи тур е избран за градоначалник с резултат 58,80 % от вота. Полага клетва на 9 ноември 2023 г.

## Личен живот
Стоилков е семеен, има син. 
Страстен почитател е на спорта, практикува активно шахмат, футбол, бокс и волейбол.